# Oscar William Bergman
Oscar William Bergman (* 5. Dezember 1860 in Stockholm; † 12. Oktober 1929 in Stockholm) war ein schwedischer Generalmajor, Artillerist, Erfinder, Sachbuchautor, Waffentechniker und Militärwissenschaftler.

## Leben und Wirken
Zum Privatleben von Bergman sind keine Informationen bekannt. Er wurde 1881 Leutnant im Infanterieregiment Upplands regemente und wechselte im selben Jahr in das Göta artilleriregemente. Dort war er von 1894 bis 1898 Stabsoffizier der Artillerie. 1903 wurde er Hauptmann des neu aufgestellten Positionsartilleriregementet in Stockholm, dessen Oberst und Kommandeur er 1911 wurde. 1919 wurde Bergman zum Generalmajor der Armee befördert und war von 1919 bis 1927 Kommandant der Festung Karlsborg. Bergman war von 1898 bis 1904 Ausbilder an der schwedischen Artilleriehochschule „Artilleri- och ingenjörhögskolan (AIHS)“ und wurde dort von 1904 bis 1911 Hochschulleiter. Er beteiligte sich 1900 aktiv an der schwedischen Kommission zur Wiederbewaffnung der Feldartillerie. Im Ersten Weltkrieg wurde er unter anderem bei der französischen Feldartillerie eingesetzt. Im Jahr 1915 besuchte er für militärische Studien die österreichische Südwestfront während der Vierten Isonzoschlacht.
Bergman entwickelte mehrere Waffenkonstruktionen, zu denen er etliche Patente erhielt. Der Rüstungshersteller Thorsten Nordenfelt nutzte für etliche Detailverbesserungen seiner Waffenentwicklungen die Kenntnisse von Bergman sowie die Entwicklungen von Helge Palmcrantz. Nachfolgend eine Übersicht von bekannten Konstruktionen. 
- Ein Repetiergewehr bekannt als „Fusil Bergman a répétition“ basierend auf dem US-Patent Nummer 430614 von Bergman.[4][5]
- Das Nordenfeld-Maschinengewehr basierend auf den Patenten Nummer 2743 und Nummer 468127 von Bergman.[6][7][8]
- Für Schnellfeuerkanonen entwickelte Bergman mehrere Verschuss-Systeme, die dem von Nordenfelt vorgestellten Verschluss der Canon de 75 mm modèle 1897 ähneln und mit den Patentnummern 59663 und 61657 veröffentlicht wurden.

Neben zahlreichen Zeitschriften- und Zeitungsaufsätzen zu militärischen Themen veröffentlichte Bergman Werke zur Artillerietechnik und ein Werk zur „Theorie der Expansion“ (1904). Er wurde 1900 zum Mitglied der Königlich Schwedischen Akademie der Militärwissenschaft (Kungliga krigsvetenskapsakademien (KKrVA)) gewählt. Bergman wurde auf dem Friedhof der Kirche von Solna beigesetzt.

## Werke

### Publikationen (Auszug)
- Lärobok i Artillerieteknik af William Bergman. Art. o. ing - Högskolans Förlag, Stockholm 1901, OCLC 643166539 (3 Bände 1900–1902).
- Expansionsteorien : En energetisk molekylarhypotes. Norstedt, Stockholm 1904, OCLC 186420333.
- Le fusil Bergman a répétition: description détaillée. 1889, OCLC 924170835.
- Det frivilliga hemortsförsvaret i Stockholm på 1400-talet och i våra daga. Ferm., Stockholm 1908, OCLC 186701307.
- Från österrikiska sydvästfronten: Minnen och lärdomar. Stockholm 1016, OCLC 186152311.

### Patente (Auszug)
- Patent  US430614A: „Fire Arm“. Veröffentlicht am 24. Juni 1890, Erfinder: Oscar William Bergman.‌
- Patent  CH2743A: „Système de mitrailleuse“. Veröffentlicht am 14. März 1891, Erfinder: Oscar William Bergman.‌
- Patent  US468127A: „Breech loading Firearm“. Veröffentlicht am 2. Februar 1892, Erfinder: Oscar William Bergman.‌
- Patent  DE59663C: „Verschluss für Hinterladegeschütze, bestehend aus einem excentrisch zur Geschützachse in einem Gewinde drehbaren Verschussblock“. Veröffentlicht am 8. April 1891, Erfinder: Oscar William Bergman.‌
- Patent  DE61657C: „Schraubenverschluss für Schnellfeuergeschütze“. Veröffentlicht am 18. Mai 1891, Erfinder: Oscar William Bergman.‌